# Armando Artur
Armando Artur (ou Armando Artur João) (Alto Molócuè, Zambézia, 28 de Dezembro de 1962) é um poeta moçambicano.

## Biografia
Nascido em Alto Molócuè, fez ali os estudos primários. Realizou os estudos secundários em Lichinga e Beira. Estudou e abandonou o Instituto Industrial de Maputo.

## Obras
- Espelho dos Dias (1986);
- O Hábito das Manhãs (1990);
- Estrangeiros de Nós Próprios (1996);
- Os Dias em Riste (2002) – prémio Consagração FUNDAC;
- A Quintessência do Ser (2004) – Prémio José Craveirinha de Literatura;
- No Coração da Noite (2007);
- Felizes as Águas (antologia de poemas de amor);
- As Falas do Poeta;
- A Reinvenção do Ser e a dor da pedra (2018);
- Muery – Elegia em Si maior (2019);
- O Rosto e o Tempo (antologia - 2021);
- Outras Noites, Outras Madrugadas (2021);
- Minhas Leituras e Outros Olhares (2021)

## Carreira
[carece de fontes?]
- Foi Vice-presidente do Fundo Bibliográfico de Língua Portuguesa;
- Foi Ministro da Cultura de Moçambique.
- É Doutor Honoris Causa em Filosofia da Arte e Literatura pela Cypress International Institute University.
- Fez parte do Movimento Literário Charrua.
- Possui obra traduzida para o Inglês, Francês, Alemão, Finlandês, Sueco, e Árabe.
- Foi membro da Comissão Nacional do Instituto Internacional da Língua Portuguesa (IILP).

## Prémios literários
[carece de fontes?]
- Prémio Consagração Rui de Noronha (FUNDAC) 2002;
- Prémio Nacional de Literatura  (2004).
- Prémio BCI de Literatura (2019).
- Prémio Consagração José Craveirinha (2021).